# PERIOD. BEST 〜キメテイイヨワタシノコト〜
『PERIOD. BEST 〜キメテイイヨワタシノコト〜』は、2017年10月25日にavex traxから発売された東京女子流のミニアルバム。『PERIOD. BEST 〜オトナニナルンダカラ〜』と2枚同時発売。
Hi-ra EDMサウンドによる女子流の2016年以降の楽曲を中心としたCDと、同時期に発表したミュージックビデオを収録したDVDのセットとなっている。

## CD収録曲
1. ダイヤ♢ (=TGS68、新曲)
作詞：カミカオル / 作曲：Hi-ra / 編曲：Hi-ra
2. 深海 -Hi-ra Mix- (=TGS59)
20thシングルに収録。
3. ミルフィーユ (=TGS61)
21stシングルに収録。
4. predawn (=TGS63)
22ndシングルに収録。
5. Don't give it up (=TGS62)
22ndシングルに収録。
6. たぶん、ずっと好き (=TGS64、新曲)
作詞：中江友梨 / 作曲：Hi-ra、KENGO / 編曲：Hi-ra
7. water lily ～睡蓮～ (=TGS66)
23rdシングルに収録。
8. STARTING, MY ROAD! (=TGS67、新曲)
作詞：YuReeNa / 作曲：オオヤギヒロオ / 編曲：Hi-ra

## DVD収録内容
1. 純白の約束 (=TGS52)
5thアルバムに収録。
2. リフレクション (=TGS55)
5thアルバムに収録。
3. 深海 -Hi-ra Mix- (=TGS59)
20thシングルに収録。
4. ミルフィーユ "Version Cute" (=TGS61)
21stシングルに収録。
5. ミルフィーユ "Version Cool"
6. predawn (=TGS63)
22ndシングルに収録。
7. water lily ～睡蓮～ (=TGS66)
23rdシングルに収録。
8. Special Movie -ONE DAY- 後編